# 戀愛行星
《戀愛行星》，是2002年上映的一部香港愛情奇幻電影。由拍攝多部動作電影如《野獸刑警》及《江湖告急》的林超賢執導，謝霆鋒、林嘉欣和盧巧音主演。此片為林超賢首度執導以愛情為主題的電影。

## 演員列表
- 謝霆鋒 飾演 高風
- 林嘉欣 飾演 陳靜
- 盧巧音 飾演 Tina
- 陳奕迅 飾演 Buddy
- 谷德昭 飾演 Lawrence
- 陳潔靈 飾演 雪姑（Sue）
- 阮小儀 飾演 Mon（Buddy女友）
- 周俊偉 飾演 Di
- 丁主惠 飾演 陳靜母親

## 劇情簡介
高風酷愛音樂，也很有天賦，他立志要成為偉大的音樂家。但是在父親去世後，高風大病了一場，失去了聽力，從此遠離音樂，變得少言寡語、意志消沉。
四次的偶遇，令風認識了喜愛跳舞的陳靜；當倆人準備發展這段感情時，一次車禍奪去了靜的生命。由於七天後就是靜一直嚮往的跳舞決賽，靜的魂魄不甘心離開，她要求風讓她寄居在他體內，風答允；另一方面，風借助靜的耳朵，又恢復了聽力。
然而鬼差窮追不捨，要將靜帶回陰間，風為圓靜的遺願，誓要力抗鬼差...

## 電影主題曲
- 《冥想》- 謝霆鋒（ 作曲：謝霆鋒 作詞：林夕 ）

## 外部連結
- 戀愛行星官方網站 （页面存档备份，存于）
- 香港影庫上《戀愛行星》的資料（繁體中文）
- 開眼電影網上《戀愛行星》的資料（繁體中文）
- 豆瓣电影上《戀愛行星》的資料 （简体中文）
- 时光网上《戀愛行星》的資料（简体中文）
- AllMovie上《戀愛行星》的资料（英文）
- 爛番茄上《戀愛行星》的資料（英文）
- 互联网电影数据库（IMDb）上《戀愛行星》的资料（英文）
- 林超賢《戀愛行星》只有地球才有愛情 （页面存档备份，存于）